# Machimus truncatus
Machimus truncatus är en tvåvingeart som beskrevs av H. Oldroyd 1972. Machimus truncatus ingår i släktet Machimus och familjen rovflugor. Inga underarter finns listade i Catalogue of Life.